# خافي بونيلا
خافيير «خافي» بونيلا سيفييانو (من مواليد 25 أكتوبر 1990) هو لاعب كرة قدم إسباني ، يلعب لنادي نومانسيا في مركز الجناح الأيسر.

## حياته المهنية
ولد في سوريا، منطقة قشتالة وليون، وبدأ حياته المهنية مع نادي مسقط رأسه نومانسيا، وظهر لأول مرة مع الفريق الاحتياطي في موسم 2008-2009. في 7 فبراير 2011 لعب لأول مرة مع الفريق الأول، عندما خسر ضد نادي سيلتا فيغو.
في ثاني ظهور له مع الفريق الرئيسي، في 16 أيار 2012، وسجل الهدف الثالث ضد نادي إيركوليس عندما فاز فريقه بنتيجة 3-1.

## وصلات خارجية
- خافي بونيلا على موقع قاعدة بيانات كرة القدم.إي يو (الإنجليزية)
- خافي بونيلا على موقع Soccerway.com (الإنجليزية)
- خافي بونيلا على موقع AS.com (الإسبانية)

- BDFutbol profile
- Futbolme profile (بالإسبانية)
- Transfermarkt profile